# Ponte della Maddalena (Pamplona)
Il ponte della Maddalena (in spagnolo Puente de la Magdalena, in basco Magdalenako zubia) è un ponte ad arco 
che si trova all'ingresso della parte medievale della città spagnola di Pamplona sul fiume Arga. Risale al XII secolo e rappresenta un punto d'interesse sul Camino Francés, uno dei rami del Cammino di Santiago di Compostela. Nel 1939 è stato dichiarato monumento di interesse storico-artistico.

## Storia

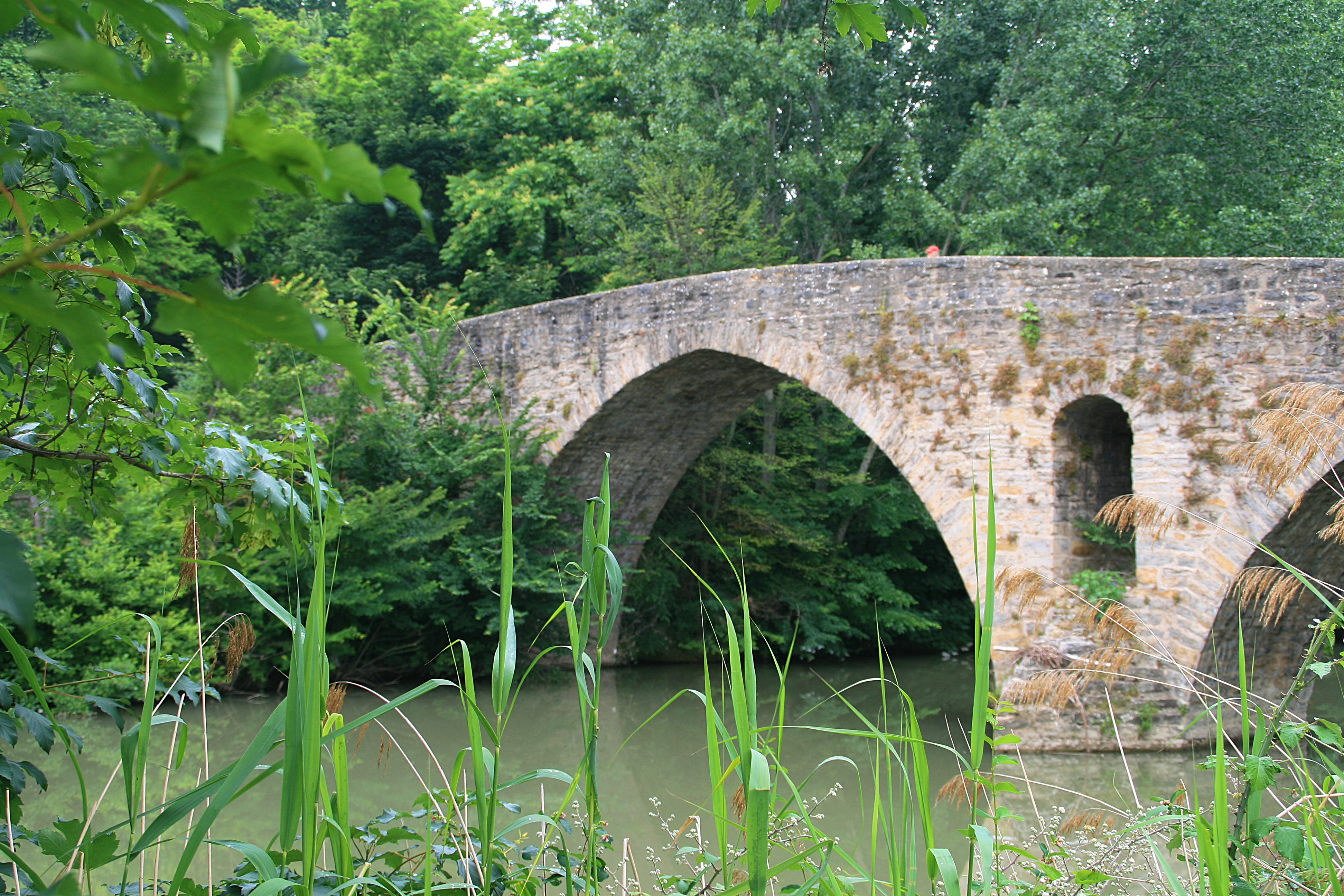
Arcata centrale ogivale del ponte

Questo ponte ha probabilmente origine romanica essendo molto simile al ponte romanico di Puente la Reina risalente all'XI secolo e le sue arcate inizialmente a tutto sesto sarebbero state modificate per dar loro la forma ogivale. Nel 1939 fu dichiarato Bien de Interés Cultural. Nel 1963 fu oggetto di un importante lavoro di restauro che lo riportò alle sue forme originali.

## Descrizione
Il ponte della Maddalena si trova nell'omonimo quartiere cittadino e per i pellegrini del Camino rappresenta l'ingresso principale a Pamplona. Attraversa il fiume Arga ed è vicino alla cinta muraria cittadina, dove anticamente si trovava un hospital dedicato ai pellegrini affetti da lebbra. Nella sua parte centrale la sua altezza è di circa 7 metri con una larghezza di 5 metri. La differenza di altezza tra le arcate gli conferisce la caratteristica struttura a gobba. Ha 5 arcate, quelle laterali sono semicircolari mentre quelle centrali sono ogivali. Sul ponte dalla seconda metà del XX secolo è posto il crocifisso in pietra con la raffigurazione Santiago donata dal municipio di Compostela.